# Haldimand et Monck
Pour les articles homonymes, voir Haldimand et Monck.
Circonscription électorale fédérale du Canada
Haldimand et Monck ((en) Haldimand and Monck) est une circonscription électorale fédérale de l'Ontario, représentée de 1896 à 1904.
La circonscription d'Haldimand et Monck est créée en 1892 avec des parties d'Haldimand et de Monck. Abolie en 1903, elle est redistribuée parmi Haldimand et Welland.

## Géographie
En 1892, la circonscription d'Haldimand et Monck comprenait:
- Les cantons d'Oneida, Rainham, Seneca, North Cayuga et South Cayuga, Canboro, Dunn, Moulton, Sherbrooke et Wainfleet (en)
- Les villages de Caledonia, Cayuga (en), Hagersville (en) et Dunnville (en)

## Députés
| Législature                                         | Années                                            | Député                                            | Député                                            | Parti                                             |
| Haldimand et Monck issue de Haldimand et de Monck   | Haldimand et Monck issue de Haldimand et de Monck | Haldimand et Monck issue de Haldimand et de Monck | Haldimand et Monck issue de Haldimand et de Monck | Haldimand et Monck issue de Haldimand et de Monck |
| --------------------------------------------------- | ------------------------------------------------- | ------------------------------------------------- | ------------------------------------------------- | ------------------------------------------------- |
| 8e                                                  | 1896–1900                                         |                                                   | Walter Humphries Montague                         | Conservateur                                      |
| 9e                                                  | 1900–1904                                         |                                                   | Andrew Thorburn Thompson                          | Libéral                                           |
| Circonscription dissoute parmi Haldimand et Welland |                                                   |                                                   |                                                   |                                                   |